# Chalcides chalcides
Chalcides chalcides är en ödleart som beskrevs av Carl von Linné 1758. Chalcides chalcides ingår i släktet Chalcides och familjen skinkar. IUCN kategoriserar arten globalt som livskraftig.

## Underarter
Arten delas in i följande underarter:
- C. c. chalcides
- C. c. mertensi
- C. c. striatus